# Акумуляція забруднювачів організмами
Акумуляція забруднювачів організмами (від лат. accumulatio — накопичення) — поступове накопичення організмами хімічних речовин в ході їх проживання в забрудненому середовищі. На кожному наступному трофічному рівні створюється багаторазово вища концентрація забруднювача.